# XXII Дейотаров легион
XXII Дейотаров легион (лат. Legio XXII Deiotariana) — римский легион, сформированный галатским правителем Дейотаром в 47 году до н. э. Участвовал в кампаниях в Аравии, Парфии, Иудее. По одной из версий, был разгромлен во время восстания Бар-Кохбы в период с 132 по 136 годы. Эмблема легиона не известна, но вполне вероятно, что она была кельтского происхождения.

## История легиона

### Эпоха Римской республики

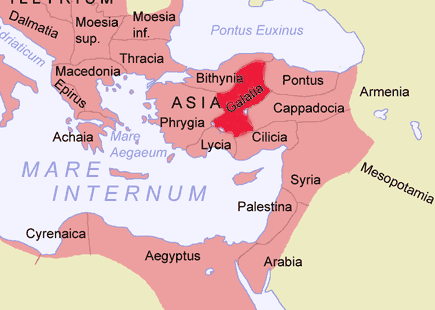
Римская провинция Галатия

Прозвище легиона происходит от имени Дейотара, который был царём кельтского племени толистобогов, проживавшего в центральной Малой Азии. Он был верным союзником Римского государства во время войн против Митридата VI Понтийского. В 63/62 году до н. э. Дейотар был назначен римским полководцем Гнеем Помпеем Великим царём всех малоазиатских кельтов (обычно называемых галатами). При поддержке римских советников в 48 году до н. э. Дейотар создал по римскому образцу большую армию, состоявшую из 12 тысяч пехотинцев и 2 тысяч кавалеристов. По сообщению Цицерона, галатское войско было разделено на тридцать когорт, что является эквивалентом трех тогдашних римских легионов.
После тяжелого поражения неподалёку от Никополя в Малой Армении, нанесенного римлянам боспорским царём Фарнаком II из оставшихся в живых галатских солдат был сформирован один легион, который входил в состав армии Гая Юлия Цезаря в качестве римского союзника в сражении при Зеле.
Во время гражданской войны между Марком Антонием и Октавианом, легион первоначально сражался, вероятно, под командованием Луция Пинария Скарпа на стороне Антония.

### Эпоха династии Юлиев-Клавдиев
Когда в 25 году до н. э. Галатия была присоединена к Римской империи и объявлена провинцией, отряд Дейотара по приказу первого галатского наместника Марка Лоллия был включен в состав римской армии и официально назван XXII Дейотаровым легионом. Число было выбрано потому, что легионы Августа были пронумерованы до двадцати одного (последним был XXI Стремительный), так что новое подразделение должно было получить порядковый номер 22. По другой версии, и после присоединения Галатии отряд Дейотара продолжал своё существование в качестве вспомогательной части и лишь после поражения Вара в Тевтобургском Лесу и гибели находившейся под его командованием армии был внесён в список имперских легионов, а официально прозвище получил только в правление Траяна.
По всей видимости, XXII Дейотаров легион уже в 25 году до н. э. был переведен императором Октавианом Августом в Египет, где и оставался в течение более чем одного столетия. Первая надпись, свидетельствующая о пребывании легиона в пригороде Александрии Никополе относится к 8 году до н. э.
XXII Дейотаров легион разделял свою базу около Александрии с III Киренаикским легионом. Иногда эти легионы использовались для подавления вспышек недовольства среди этнических групп, проживавших в городе (греков, египтян и евреев). Ни одному сенатору не разрешалось посещать Египет без специального разрешения императора, поскольку в провинции располагался чрезвычайно важный для римского государства источник зерна и у сенаторов мог возникнуть соблазн отрезать Рим от него, тем самым вызвав голод, и провозгласить себя императором. Поэтому XXII Дейотаровым легионом командовал не сенатор, а префект из сословия всадников.
Вполне вероятно, что подразделения XXII Дейотарова легиона приняли участие в римской экспедиции в Аравию на территории современного Йемена в 26—25 годах до н. э. Эта кампания, проходившая под командованием префекта Египта Элия Галла, была очень трудной. Кроме того, во время отсутствия римского гарнизона нубийское царство Мероэ напало на Верхний Египет. В 24 году до н. э. римляне, возглавляемые Публием Петронием, двинулись вверх по течению Нила и достигли Напаты, древний столицы Нубии. Хотя нигде не упоминается об участии в этих походах XXII Дейотарова легиона, оно, как кажется, имело место.
В мирное время солдаты были заняты гражданскими работами по всему Египту. Например, они возвели здание в Акфахасе, к югу от Мемфиса. Они также работали в карьерах Mons Claudianus, где добывали серый гранит. Другие легионеры были отправлены на крайний юг провинции, где оставили надписи о своём пребывании на колоссах Мемнона. Вексилляции XXII Дейотарова и III Киренаикского легионов построили в эпоху династии Юлиев-Клавдиев дорогу от Коптоса к Красному морю. В 38 году они подавляли антисемитские беспорядки в Александрии. В 39 году вексилляция XXII Дейотарова легиона была переброшена в Германию для планируемого похода Калигулы.
В 63 году из легиона был выделен отряд, который принял участие в парфянской кампании Корбулона. Во время Первой Иудейской войны XXII Дейотаров и III Киренаикский легионы использовались в зачистке иудейского населения Александрии, где между различными этническими и религиозными группами были напряженные отношения. Район дельты Нила, где жили евреи, был взят в окружение, разграблен и сожжен, несмотря на энергичное сопротивление. Всего было убито 50 тысяч человек, прежде чем префект Египта Тиберий Юлий Александр дал сигнал к отступлению.

### Эпоха династии Флавиев
1 июля 69 года при поддержке Тиберия Юлия Александра Веспасиан провозгласил себя императором. XXII Дейотаров легион, как и все легионы на Востоке и дунайской границе, поддержал Веспасиана, который, таким образом, получил под свой контроль большую часть римской армии того времени и вышел победителем из гражданской войны 69 года. В 70 году вексилляции XXII Дейотарова и III Киренаикского легионов в размере 2 тысяч солдат были отправлены на подавление восстания в Иудее под руководством Гая Этерния Фронтона.

### Эпоха династии Антонинов

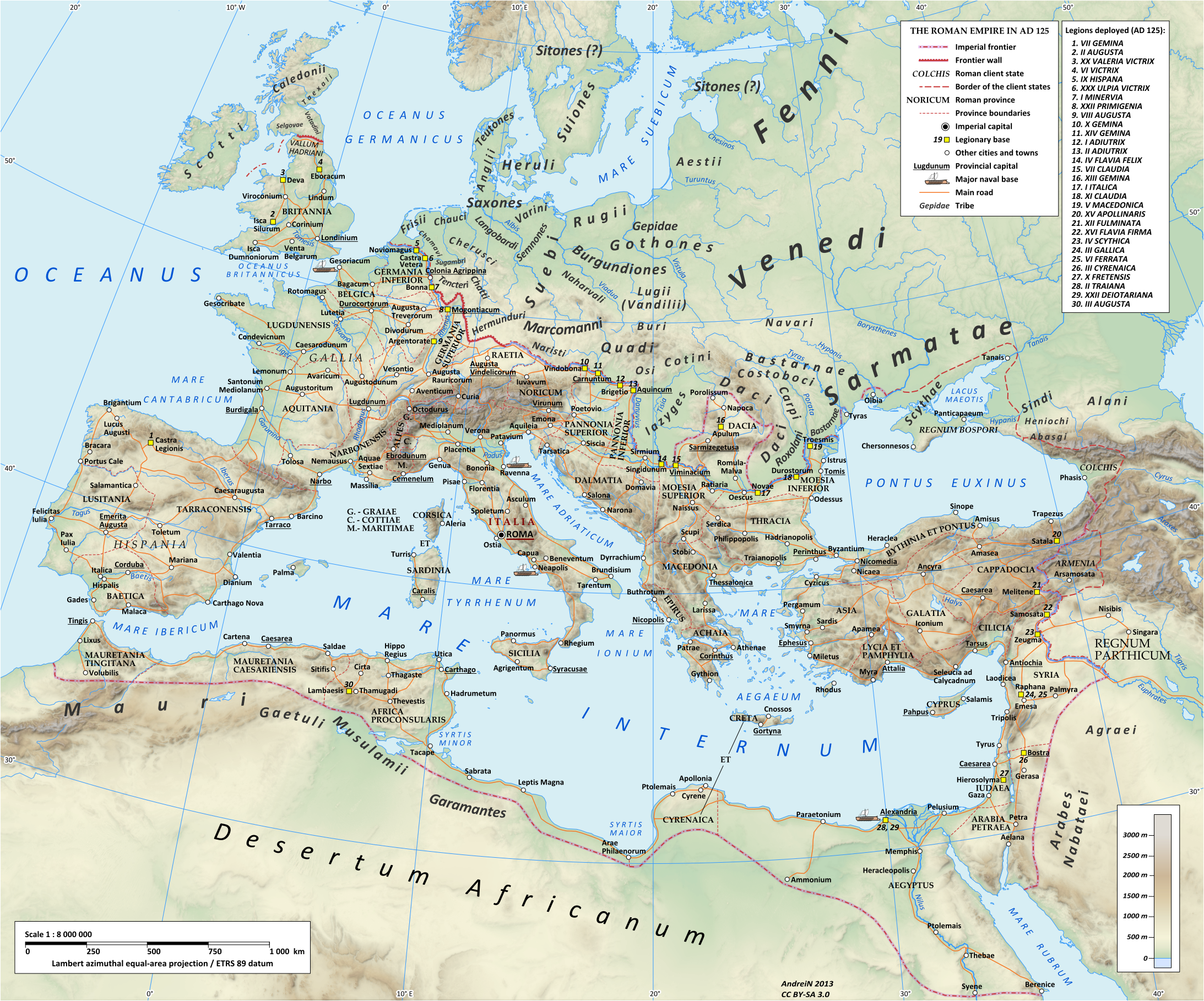
Карта Римской империи (125 год) с местами дислокаций всех легионов

В 115 году в Египте и соседней Киренаике началось восстание еврейской диаспоры, однако сил XXII Дейотарова и III Киренаикского легионов оказалось недостаточно, чтобы быстро положить конец восстанию. Вексилляции XXII Дейотарова и III Киренаикского легионов были отправлены в Киренаику, чтобы расправиться с местными бунтовщиками. В конце 116 года прибыл с подкреплением Квинт Марций Турбон и жестоко подавил восстание к концу лета 117 года.
Последнее датируемое доказательство пребывание легиона в Египте относится к 119 году. Возможно, легион был расформирован из-за отказа в подавлении восстания в 121/122 году в Александрии.
Другие историки считают, что XXII Дейотаров легион был переброшен в 123 году в Палестину в связи с парфянской угрозой. Секст Юлий Африкан писал спустя век в своей «Хронографии», что римская «фаланга» была уничтожена фарисеями при помощи отравленного вина. Некоторые предполагают, что это был XXII Дейотаров легион, однако большинство подвергают такое предположение сомнению.
Согласно другой версии, XXII Дейотаров легион около 127 года был заменен в своем лагере около Александрии на II Неустрашимый Траянов легион и отправлен на подавление восстания Бар-Кохбы в Иудею и там был уничтожен. Во всяком случае, в списке легионов, датируемом 145 годом, XXII Дейотаров легион отсутствует.

## Комментарии
1. ↑  В некоторых надписях фигурирует как XXII Киренаикский легион
2. ↑  Встречается вариант названия Legio XXII Deioteriana